# Anthem (banda)
Anthem es un grupo de heavy metal japonés de extensa trayectoria, oriundo de la ciudad de Tokio.
La banda fue formada a principios de la década de 1980, y está considerada como uno de los nombres más relevantes del metal nipón, junto a grupos como Loudness o Earthshaker.

## Carrera
Anthem nace en Tokio en 1981 como un cuarteto integrado por el cantante Toshihito Maeda, el guitarrista Akifumi Koyanagi, el bajista Naoto Shibata (conocido como "Ski"), y el batería Takamasa Ohuchi.
Koyanagi se alejó a finales de 1983 para ser reemplazado por Hiroya Fukada. 
En diciembre de 1984, el vocalista Toshihito Maeda también dejó el grupo, siendo reemplazado por Eizo Sakamoto para su álbum debut homónimo, publicado en julio de 1985 por Nexus, y con licencia para Europa a través de Roadrunner Records.
Durante el resto de la década, y con algunos cambios que se van sucediendo en su formación -aunque siempre bajo el liderazgo del bajista Naoto Shibata-, la banda realiza LPs como Tightrope (1986), Bound to Break (1987), Gypsy Ways (1988) y Hunting Time (1989), siendo Gypsy Ways el más popular, siendo también el álbum donde entra Yukio Morikawa.
Sin embargo la carrera de Anthem quedaría truncada a principios de la década de 1990, tras la edición del álbum Domestic Booty de 1992, momento en que Shibata decide desactivar la banda, al menos provisoriamente.
Anthem retornan en el año 2000 con el álbum Heavy Metal Anthem, disco compuesto de viejas canciones regrabadas, con la presencia del destacado vocalista británico Graham Bonnet como "frontman", marcando una verdadera resurrección de la banda.
No obstante Bonnet se alejaría del grupo tras este trabajo, dando paso al retorno de Eizo Sakamoto, vocalista de los primeros discos de la banda, con quien graban Seven Hills (2001).
Aunque su estilo base sigue enraizado en el heavy metal tradicional, el grupo incorpora un sonido de metal más moderno y agresivo para sus siguientes trabajos Overload (2002), Eternal Warrior (2004) e Immortal (2006), discos lanzados por JVC Victor.
Tras la edición del álbum Burning Oath, de 2012, el bajista y líder Naoto Shibata fue diagnosticado con cáncer de estómago, afortunadamente detectado en una fase temprana de su desarrollo, según explicaron en su sitio web.
En el año 2014, vuelve Yukio Morikawa a las voces en el grupo y posteriormente en el año 2020 sacan su álbum "Explosive!!: Studio Jam",  siendo una regrabación de sus temas clásicos. En el cual vuelve a participar Graham Bonnet.
En el año 2023 sacan "Crimson & Jet Black", su último álbum hasta el momento.

## Discografía en estudio
- 1985 - Anthem
- 1986 - Tightrope
- 1987 - Bound to Break
- 1988 - Gypsy Ways
- 1989 - Hunting Time
- 1990 - No Smoke Without Fire
- 1992 - Domestic Booty
- 2000 - Heavy Metal Anthem
- 2001 - Seven Hills
- 2002 - Overload
- 2004 - Eternal Warrior
- 2006 - Immortal
- 2008 - Black Empire
- 2011 - Heraldic Device
- 2012 - Burning Oath
- 2014 - Absolute World
- 2017 - Engraved
- 2019 - Nucleus
- 2020 - Explosive!!: Studio Jam
- 2023 - Crimson & Jet Black